# Фернандис, Мервин
Мервин Фернандис (англ. Merwyn Fernandis, 12 апреля 1959, Амбернатх, Индия) — индийский хоккеист (хоккей на траве), нападающий. Олимпийский чемпион 1980 года.

## Биография
Мервин Фернандис родился 12 апреля 1959 года в индийском городе Амбернатх.
Играл в хоккей на траве за Индийские авиалинии.
В 1980 году вошёл в состав сборной Индии по хоккею на траве на летних Олимпийских играх в Москве и завоевал золотую медаль. Играл на позиции нападающего, провёл 6 матчей, забил 2 мяча (по одному в ворота сборных Танзании и Польши).
В 1984 году вошёл в состав сборной Индии по хоккею на траве на летних Олимпийских играх в Лос-Анджелесе, занявшей 5-е место. Играл на позиции нападающего, провёл 7 матчей, забил 6 мячей (по два в ворота сборных США, Испании и Нидерландов).
В 1988 году вошёл в состав сборной Индии по хоккею на траве на летних Олимпийских играх в Сеуле, занявшей 6-е место. Играл на позиции нападающего, провёл 7 матчей, забил 3 мяча (два в ворота сборной Аргентины, один — Канаде).
Дважды в составе сборной Индии выигрывал серебряные медали хоккейных турниров летних Азиатских игр — в 1978 году в Бангкоке и в 1982 году в Нью-Дели.